# Bohnenrost
Der Bohnenrost (Uromyces appendiculatus) ist eine Ständerpilzart aus der Ordnung der Rostpilze (Pucciniales). Der Pilz ist ein Endoparasit der Hülsenfrüchtlergattungen Phaseolus und Strophostyles. Symptome des Befalls durch die Art sind Rostflecken und Pusteln auf den Blattoberflächen der Wirtspflanzen. Sie ist weltweit verbreitet und ist eine bedeutende Krankheit im Bohnenbau.

## Merkmale

### Makroskopische Merkmale
Uromyces appendiculatus ist mit bloßem Auge nur anhand der auf der Oberfläche des Wirtes hervortretenden Sporenlager zu erkennen. Sie wachsen in Nestern, die als gelbliche bis braune Flecken und Pusteln auf den Blattoberflächen erscheinen.

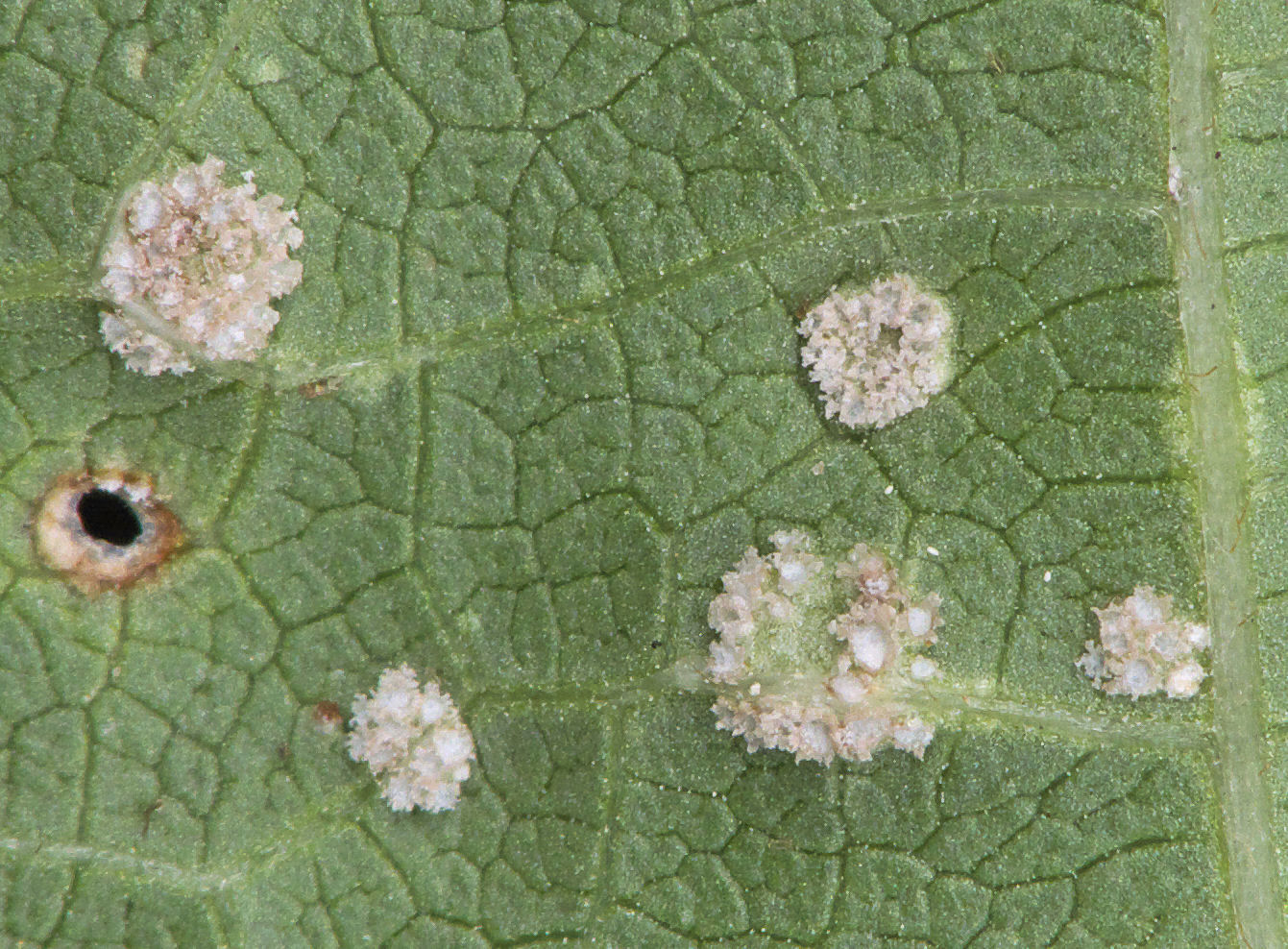
Aecien

### Mikroskopische Merkmale
Das Myzel von Uromyces appendiculatus wächst wie bei allen Uromyces-Arten interzellulär und bildet Saugfäden, die in das Speichergewebe des Wirtes wachsen. Ihre Spermogonien wachsen unterseitig auf den Wirtsblättern. Die blattunterseitig wachsenden Aecien der Art sind weißlich. Ihre hyalinen Aeciosporen sind 20–28 × 18–20 µm groß, eckig kugelig bis langellipsoid und warzig. Die beidseitig wachsenden Uredien des Pilzes sind zimtbraun. Die gold- bis zimtbraunen Uredosporen sind 24–30 × 20–27 µm groß, eiförmig bis breitellipsoid und stachelwarzig. Die beidseitig um die Uredien herum wachsenden Telien der Art sind schwarzbraun, pulverig und unbedeckt. Die kastanienbraunen Teliosporen sind einzellig, in der Regel kugelig bis breitellipsoid, warzig und meist 28–32 × 22–27 µm groß. Ihre Stiele sind farblos und bis zu 45 µm lang.

## Verbreitung
Das bekannte Verbreitungsgebiet des Bohnenrostes umfasst alle Anbaugebiete von Gartenbohnen.

## Ökologie
Die Wirtspflanzen von Uromyces appendiculatus sind diverse Phaseolus- und Strophostyles-Arten. Der Pilz ernährt sich von den im Speichergewebe der Pflanzen vorhandenen Nährstoffen, seine Sporenlager brechen später durch die Blattoberfläche und setzen Sporen frei. Die Art durchläuft einen makrozyklischen Entwicklungszyklus mit Spermogonien, Aecien, Telien und Uredien. Als autoöker Parasit macht sie keinen Wirtswechsel durch. Der Pilz benötigt prinzipiell eine hohe Luftfeuchte. Es gibt eine Vielzahl an Varietäten und Rassen, die sich in ihrer Virulenz und Pathogenität unterscheiden.

## Wirtschaftliche Bedeutung und Bekämpfung
Der Bohnenrost ist einer der bedeutendsten Krankheiten der Gartenbohne und kann sogar zu einem Totalausfall der Ernte führen. Betroffen sind praktisch alle Anbaugebiete der Bohne, wobei in Gebieten mit hoher Luftfeuchte die Krankheit verstärkt wird. Schaden entsteht nicht nur durch eine Verminderung an Samen, sondern auch durch eine Qualitätsminderung und Produktion kleinerer Bohnen. Es besteht eine hohe Korrelation zwischen Krankheitsbefall (gemessen in Pustel pro cm2) und Ernteausfall. Zur Bekämpfung werden verschiedenste Fungizide eingesetzt wie diverse Schwefelpräparate, Dithiocarbamate oder Chlorthalonil. Am erfolgreichsten und kostengünstigsten sind aber der Anbau und Züchtung resistenter Bohnensorten. Die Biologische Bekämpfung des Bohnenrostes wurde bisher nur wenig untersucht. Dokumentiert sind der Einsatz des bakteriellen Antagonisten Bacillus subtilis oder des Pilzes Verticillium lecanii. Auch der Einsatz der Bakterien Pantoea agglomerans und Stenotrophomonas maltophilia hatten einen Effekt vergleichbar mit einem Kontaktfungizid.